# Chromadorissa bulbosa
Chromadorissa bulbosa is een rondwormensoort uit de familie van de Chromadoridae. De wetenschappelijke naam van de soort is voor het eerst geldig gepubliceerd in 1876 door Grimma.